# John Daly (golf)
Pour les articles homonymes, voir John Daly.
John Daly, né le 28 avril 1966 à Carmichael, est un golfeur professionnel américain. Il est connu pour son look excentrique et sa distance aux drives. On le surnomme "The Big Hitter" ou encore "The Lion". Il devient pro en 1987 et rejoint la PGA Tour. Il a notamment remporté dans sa carrière deux tournois de grand chelem, tout d'abord le championnat de la PGA en 1991 alors qu'il n'avait auparavant passé qu'une seule fois le cut dans un tournoi du chelem puis l'Open britannique en 1995, il a entre-temps pris une troisième place au Masters en 1993. À la fin des années 1990, il commence à avoir des problèmes d'argent et d'alcoolisme. John passe son temps dans les casinos. Il se retrouve très rapidement à perdre plus de 4 millions de dollars qu'il avait remportés auparavant dans sa carrière. Il recommence sérieusement le golf vers la fin des années 2000. Il obtiendra sa carte sur l'European Tour en 2013 à la suite d'une 84e place lors de la Race to Dubaï. En parallèle avec le golf, il débuta une carrière musicale en tant que musicien. En Mai 2016, il joue pour la première fois dans un tournoi du Champions Tour. Il est le seul joueur américain de l'histoire ayant remporté un majeur à participer à l'Alfred Dunhill Cup et à la World Cup mais n'ayant jamais participé à la prestigieuse Ryder-Cup.
Il a participé en septembre 2016 au ´Paris Legends Championship', épreuve de l'European Senior Tour.
Il appartient au Team ´Pitch & Play' dirigé par Alexis Sikorsky .
John Daly et son fils John Daly II ont remporté le tournoi Père/Fils du PNC Championship qui s'est joué à Orlando le 19 décembre 2021 avec un score de -27, devançant Tiger Wood et son fils qui finissent deuxième avec -25. 

## Filmographie
- 2025 : Happy Gilmore 2 de Kyle Newacheck